# MUSIC ON FILMS
『MUSIC ON FILMS』（ミュージック・オン・フィルムズ）は、CHAGE and ASKAのミュージック・クリップ集。2012年3月12日にVHSとDVDで発売された。発売元はユニバーサルミュージック。

## 概要
MV集としては1994年発表の『RED HILL』以来9年ぶりとなる作品。
1995年のアルバム『Code Name.1 Brother Sun』から2002年のセルフカバー・アルバム『STAMP』までの間に発表された楽曲のMVを一部を除き一挙に収録。
MVの他にインタビュー映像も収録されている。

## 収録曲
1. can do now
作詞・作曲：ASKA　編曲：ASKA・十川知司
2. river
作詞・作曲：ASKA　編曲：重実徹
3. この愛のために
作詞・作曲：ASKA　編曲：十川知司
4. vision
作詞・作曲：CHAGE　編曲：西川進
5. 群れ
作詞・作曲：ASKA　編曲：ASKA・十川知司
6. no doubt
作詞・作曲：ASKA　編曲：松本晃彦
7. ロケットの樹の下で
作詞・作曲：ASKA　編曲：ASKA・松本晃彦
8. パラシュートの部屋で
作詞・作曲：ASKA　編曲：ASKA・鈴川真樹・Richard Cottle・Paul Staveley O'Duffy
9. C-46
作詞・作曲：ASKA　編曲：ASKA・鈴川真樹・Richard Cottle・Paul Staveley O'Duffy
10. 夢の飛礫
作詞：CHAGE　作曲：CHAGE・Tom  Watts　編曲：十川知司
11. そんなもんだろう
作詞・作曲：ASKA　編曲：ASKA with Elder Street Boys
12. 太陽と埃の中で
作詞・作曲：ASKA　編曲：ASKA with Elder Street Boys